# 觀音海岸野生動物重要棲息環境
觀音海岸野生動物重要棲息環境位於臺灣宜蘭縣南澳鄉，為依據《野生動物保育法》公告之野生動物重要棲息環境。北自南澳溪口，南迄觀音隧道南口，西面約從海岸山脈─南山間嶺線起往東至太平洋海濱，呈南北狹長帶狀，面積519公頃，有台9線蘇花公路及蘇花改經過。
本區範圍南北全長約8,500公尺，南界最高點920公尺，北界最高點瞭望台382公尺。最寬處在南界上，水平投影寬度1,500公尺，最窄處在萼溫斷層中段，水平寬度約250公尺。當地東臨太平洋，海灘以礫石為主，礫灘寬度極小而有「神秘海灘」之稱，海浪可以直淘山波，造成許多海蝕洞、海蝕凹穴和崩落現象。本區地形陡峭，常有崩塌地產生，植被多由崩塌地引發演替而來。陽性植物及一、二年生草本植物頗為常見，海濱植物因受地形限制，並不發達。

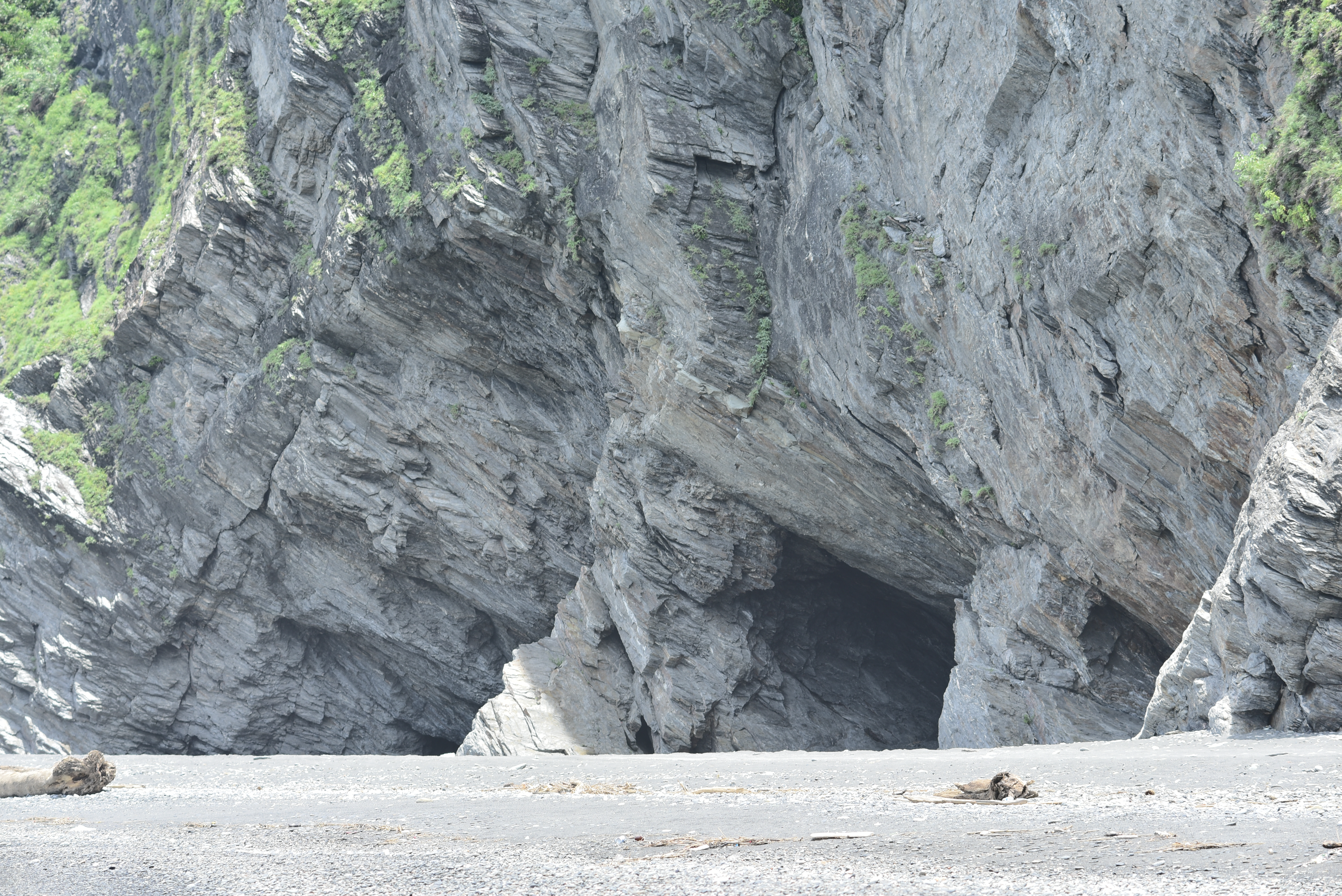
觀音海岸海蝕洞
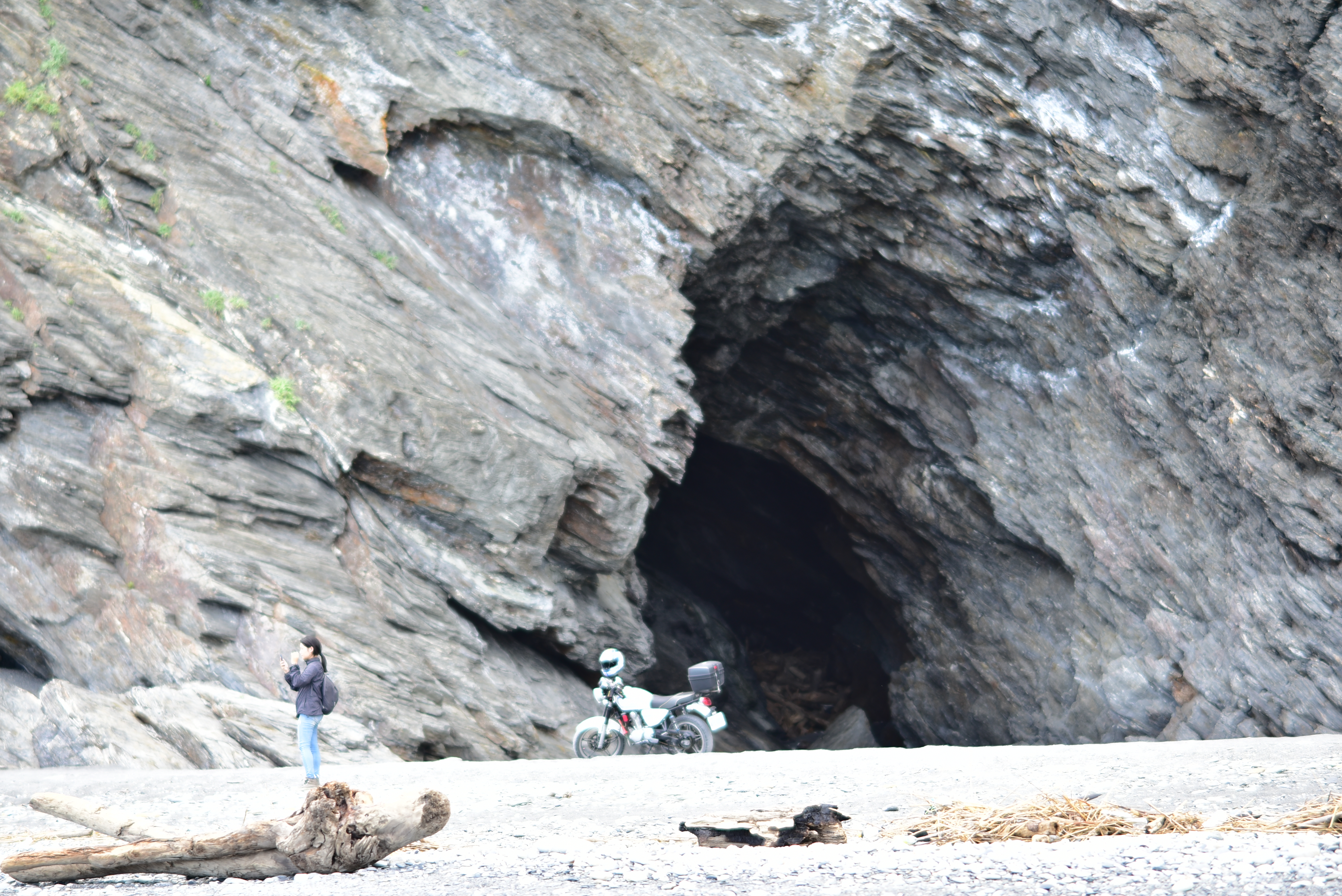
觀音海岸海蝕洞
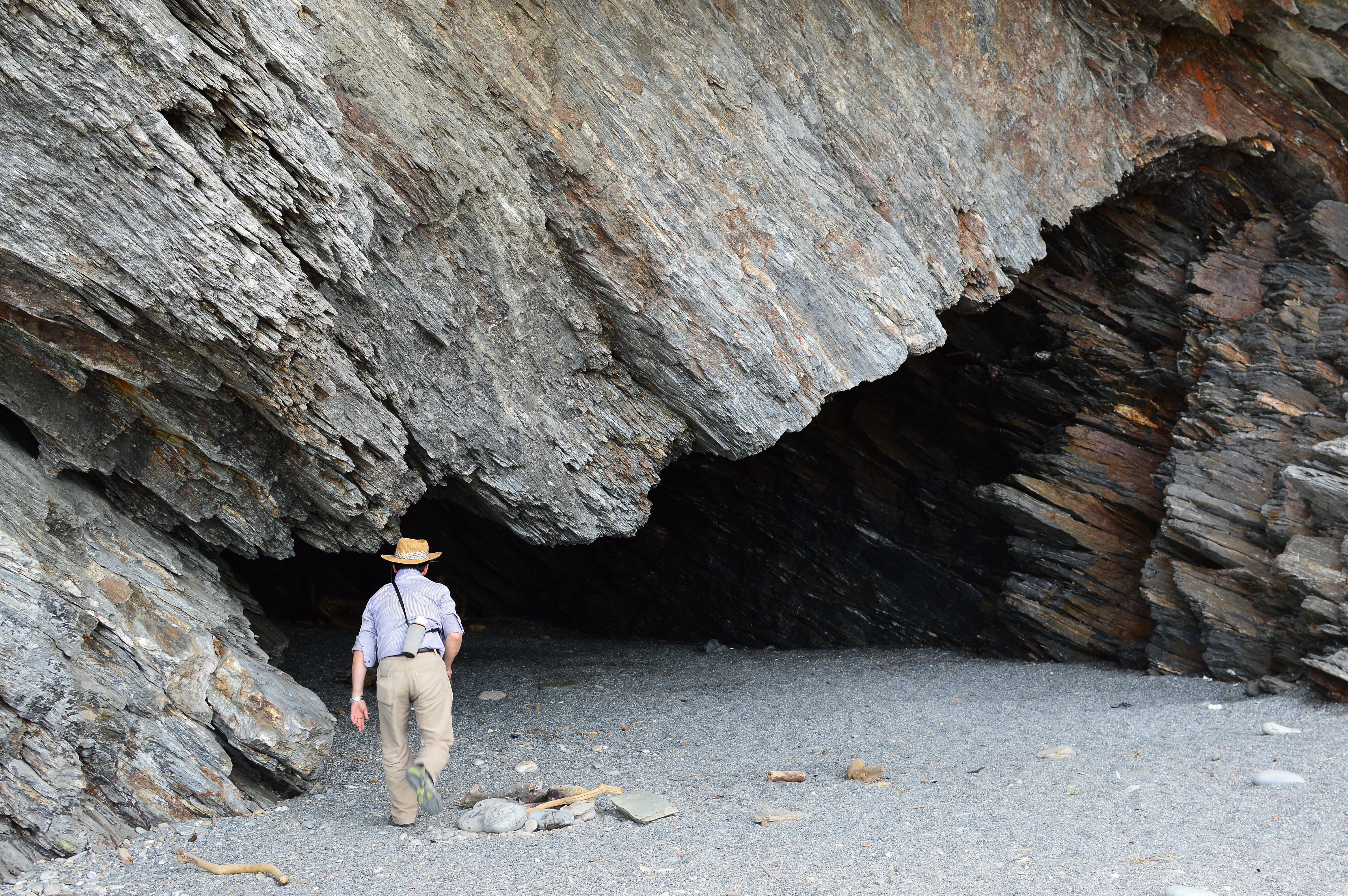
觀音海岸海蝕洞
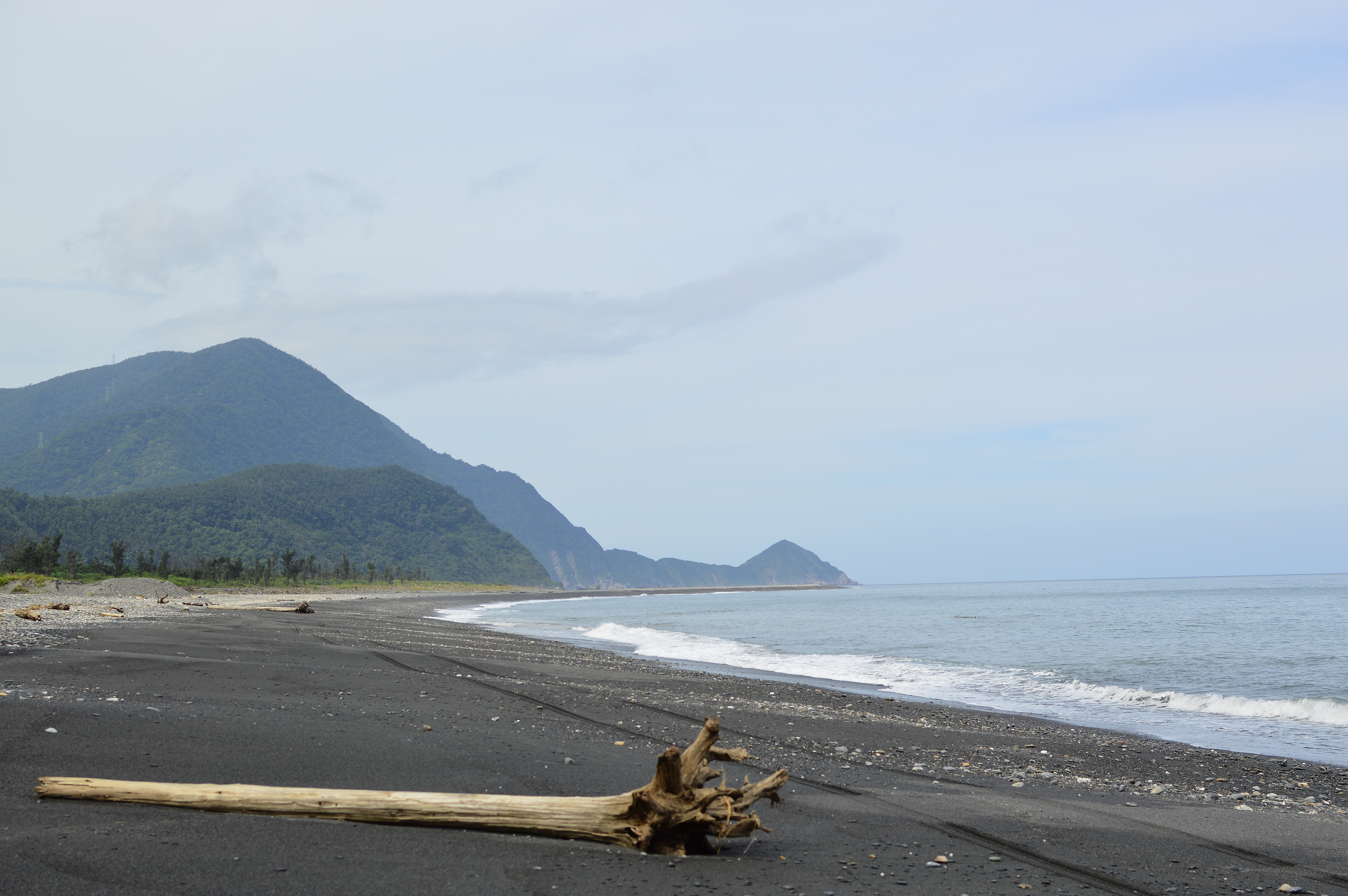
觀音海岸